# OTO M35
La OTO M35 era una granada de mano que fue empleada por el Regio Esercito durante la Guerra Civil Española y la Segunda Guerra Mundial.

## Descripción
La OTO M35 entró en servicio en 1935, al igual que la SRCM M35 y la Breda M35, representando la nueva generación de granadas de mano con las cuales el Regio Esercito entró a la Segunda Guerra Mundial. Era una granada ofensiva, compuesta por una carcasa de aluminio pintada de color rojo que contiene 36 g de trinitrotolueno, que al detonar fragmenta una esfera de plomo llena de perdigones del mismo metal.
Esta granada es la más sencilla de la serie M35. La espoleta de impacto es accionada por una esfera de plomo sostenida entre una cubierta cónica y un percutor accionado mediante resorte. Una característica interesante es el diseño de la esfera, que contiene perdigones de plomo, destinada a fragmentarse al momento de la detonación. Ya que la granada era ofensiva, los diseñadores no deseaban que una esquirla de esta vuele lejos del lugar de la detonación y hiera al soldado que la lanzó. Este es el motivo por el cual la esfera debía romperse en pequeños fragmentos al detonar. La cápsula interna contiene la carga explosiva y el tubo detonador. Un delgado aro de alambre mantiene juntas las dos mitades de la carcasa en un lugar específico, manteniendo la longitud a fin de no afectar el mecanismo de la espoleta.